# クラスターテクノロジー
クラスターテクノロジー株式会社は、複合材料・精密成形品・ナノテク関連製品などの研究開発・製造・販売を行う日本の企業である。

## 事業所
- 本社・関西工場：東大阪市渋川町4-5-28
- 関東工場：茨城県久慈郡大子町大字浅川1212
- 東京営業所：東京都中央区日本橋小伝馬町16-5　新日本橋長岡ビル3階

## 沿革
- 1991年（平成3年）4月1日：安達新産業の製造部門として設立。
- 1996年（平成8年）7月16日：安達新産業から完全分離独立。
- 2006年（平成18年）4月：大阪証券取引所ヘラクレス市場上場。